# 藍繼宗
蓝继宗（960年—1036年），字承祖。广州南海（今广东省广州市）人，南汉、北宋宦官。
蓝继宗幼为宦官。初事南汉刘鋹。十二岁时归宋。宋太祖时为中黄门。宋太宗即位，从征北汉太原，官至西京作坊副使、勾当内东门。元德皇后、章穆皇后举行丧仪，为按行园陵使。宋真宗北征澶州，蓝继宗为勾当留司皇城司。后擢入内副都知，为天书扶持都监。晋升为崇仪使、勾当皇城司。修玉清昭应宫，和刘承珪主管工程。因为章穆皇后陵隧道下陷获罪，贬为如京使。主管修建景灵宫，晋升为南作坊使，又监修会灵观、祥源观。提举在京诸司库务，勾当三班院，修国史院。宋仁宗时，历任左骐骥使、忠州防御使、永定陵修奉钤辖、昭宣使、宣政使、宣庆使、景福殿使。死后赠官安德军节度使，谥号僖靖。养子蓝元震。

## 延伸阅读
[在维基数据编辑]
 《宋史·卷467》，出自脱脱《宋史》